# 東京都立志村学園
東京都立志村学園（とうきょうとりつ しむらがくえん）は、東京都板橋区西台にある公立特別支援学校。

## 概要
軽度の知的障害者を教育対象とする高等部就業技術科と、肢体不自由者を教育対象とする肢体不自由教育部門小学部・中学部・高等部が設置されている。
高等部就業技術科の職業教育では4つのコースが設けられている。生徒は1年次に「ビルメンテナンス」「流通・都市農園芸サービス」「食品加工（調理・接客）」「介護・コミュニケーション（ホテル〈1年・2年〉・介護）」のすべてのコースで実習に取り組み、2年次に「流通・サービス系列」「家政・福祉系列」のいずれに所属するかを選択する。「事務・情報処理の学習」についてはすべての生徒が3年間を通じて学ぶ。
校内には生徒が実習として取り組むカフェ・レストラン「Café de NOVICE」があるほか、介護施設を再現した実習室や、都内の教育機関でも珍しいホテル実習室が設備されている。

### 施設概要
- 所在地：東京都板橋区西台1-41-10[6][7]（東京都立志村高等学校跡地）
- 設計・監理：東京都財務局建築保全部施設整備第二課、INA新建築研究所
- 施行・建築：フジタ、株木、共立建設共同企業体
- 竣工年月：2013年4月
- 構造：RC造 一部S造、地上3階 地下1階建
- 高さ：14.250m
- 面積：延25,995.80m2

## 学部
知的障害教育部門
- 高等部就業技術科

肢体不自由教育部門
- 小学部
- 中学部
- 高等部

## 沿革
- 2011年（平成23年）4月1日 - 開設準備室を東京都立北特別支援学校内に設置[8]
- 2012年（平成24年）
  - 10月11日 - 東京都立学校設置条例施行規則の一部を改正する規則の公布、「東京都立志村学園」に校名決定
  - 11月21日 - 校章及び校歌決定
- 2013年（平成25年）
  - 4月1日 - 開校
  - 4月8日 - 高等部就業技術科 第1回入学式挙行（80名）
  - 4月9日 - 開校式挙行、肢体不自由教育部門 第1回入学式挙行（小学部 2名、中学部 11名、高等部 8名）
- 2014年（平成26年）3月24日 - 肢体不自由教育部門 小学部中学部第1回卒業式挙行（小学部 6名、中学部 6名）
- 2015年（平成27年）3月18日 - 肢体不自由教育部門 高等部第1回卒業式挙行（6名）
- 2016年（平成28年）3月19日 - 高等部就業技術科 第1回卒業式挙行（78名）

## 教育方針

### 校訓
- 「継続は力なり」[9]

### 教育目標
- 児童・生徒一人一人の人権を尊重し、障害の特性等に応じた専門的な教育を推進するとともに、個性を伸長し、豊かな人間性や社会性を育み、自立し社会参加できる児童・生徒を育成する

## 学校行事
高等部就業技術科
| - 4月 - 始業式、入学式 - 5月 - 江戸・東京ウォーク - 6月 - 7月 - 宿泊防災訓練（1年） - 8月 - 9月 - 前期終業式 | - 10月 - 後期始業式、移動教室（1年）、陸上競技記録会 - 11月 - 部活動まつり - 12月 - 1月 - 書初め会、修学旅行（2年） - 2月 - 江戸・東京ウォークFINAL（3年） - 3月 - 成果発表会、卒業生を送る会、卒業式、修了式 |

肢体不自由教育部門
- 例年後期に文化祭を実施している。児童・生徒が制作した作品や学習活動の成果が発表されるほか、高等部就業技術科の生徒・部活動が参加するイベントも行われる[10]。

## 部活動

### 高等部就業技術科
すべての生徒が1年次にいずれかの部活を選んで入部する。例年後期には「部活動まつり」と称して、生徒や保護者に向けて日頃の活動内容を発表する行事が開催されている。
体育系ではサッカー部が全国きっての強豪として知られる。全国知的障害特別支援学校高等部サッカー選手権「もうひとつの高校選手権」では2017年度・2018年度に大会史上初の連覇を飾り、以降も全国大会進出や地方大会優勝を重ねている。バレーボール部・バスケットボール部・陸上競技部・卓球部も、特体連の各大会や東京都障害者スポーツ大会で優勝・入賞を重ねている。
文化系ではミュージカル部・音楽部・家庭科部が東京都特別支援学校総合文化祭などへの出演・出展を行っている。美術部の作品は東京都特別支援学校アートプロジェクト特別展などで入選している。科学・パソコン部では日本語ワープロ検定などの受検に取り組む。農園芸部は東京都庁都民広場の花壇で定期的に植栽し、花壇は学校の看板とともに一般公開されている。
体育的活動
- サッカー部
- バレーボール部
- バスケットボール部
- 陸上競技部
- 卓球部

文化的活動
- ミュージカル部
- 音楽部
- 美術部
- 家庭科部
- 科学・パソコン部
- 農園芸部

### 肢体不自由教育部門
課外活動（部活動）として、中学部・高等部の希望生徒を対象に「運動部」が設けられている。
部員は東京都障害者スポーツ大会陸上競技（身体部門）で度々入賞を果たし、全国特別支援学校ボッチャ大会や東京都公立学校ボッチャ交流大会にも出場している。2020年に開催された東京都肢体不自由特別支援学校第31回ハンドサッカー大会ではチームが優勝に輝いた。

## 通学区域
高等部就業技術科
- 通学区域は定められておらず[15]、都内全域から出願・通学が可能である[16]。

肢体不自由教育部門
- 板橋区、練馬区、北区

## 主な周辺施設
- 板橋区立志村第五小学校
- 都営三田線西台駅
- 首都高速5号池袋線
- 東京都道311号環状八号線

## 交通アクセス
- 都営三田線西台駅から 徒歩約15分

もしくは 国際興業バス「西台一丁目」下車 徒歩3分
- 東武東上線ときわ台駅から 国際興業バス「志村消防署」下車 徒歩10分
- 東武東上線東武練馬駅から 国際興業バス「西台一丁目」下車 徒歩3分
- 東武東上線成増駅から 国際興業バス「西台交差点」下車 徒歩7分
- JR埼京線赤羽駅西口から 国際興業バス「西台交差点南」下車 徒歩3分
- JR埼京線浮間舟渡駅から 国際興業バス「西台一丁目」下車 徒歩3分
- 西武池袋線・都営大江戸線練馬駅から 国際興業バス「西台公園」下車 徒歩8分